# برزوفو
برزوفو شهری در استان پلوودیو کشور بلغارستان است که جمعیت آن در سال ۲۰۰۱ میلادی ۱٬۹۷۶ نفر بوده‌است.